# 넥스젠
넥스젠(NexGen)은 x86 마이크로프로세서를 설계하던 반도체 회사로 미국 캘리포니아주 밀피터스(Milpitas)에 위치하였으며 1996년 AMD에 합병되었다. 경쟁자인 사이릭스(Cyrix)와 마찬가지로 넥스젠도 팹리스 설계 회사로 제품 생산은 다른 기업에게 맡겼는데 넥스젠의 칩은 IBM에서 제조되었다.
넥스젠의 CPU는 당시의 다른 x86 아키텍처 프로세서와는 다른 독특한 실행 방식으로 유명했는데 전통적인 CISC 방식의 x86 아키텍처 코드를 칩 내부의 RISC 아키텍처로 변환하여 실행하였다. 이 아키텍처는 K6 이후의 AMD CPU에 사용되었으며 오늘날 대부분의 x86 프로세서에서 사용하는 하이브리드 아키텍처도 넥스젠에서 사용한 방법과 비슷하다.

## 역사

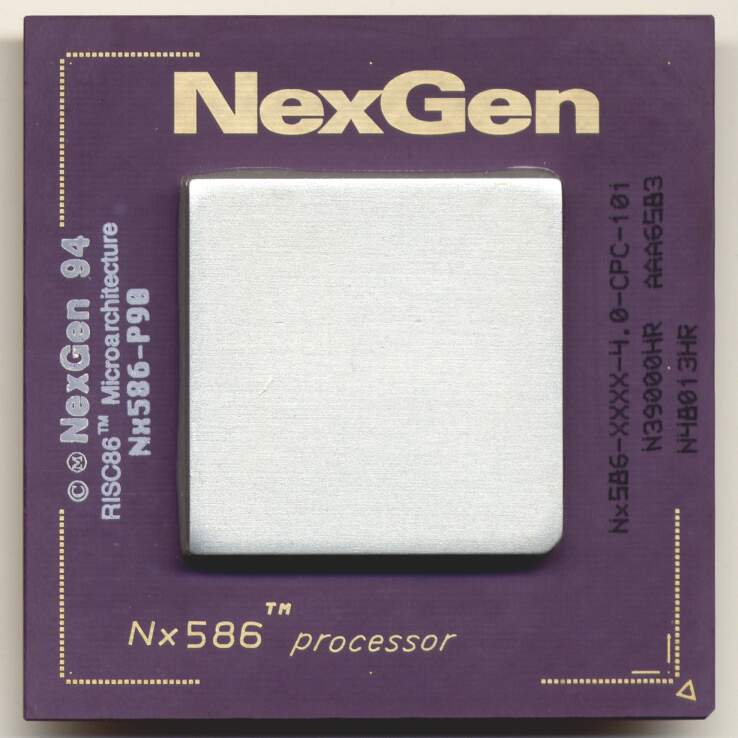
넥스젠 Nx586 CPU

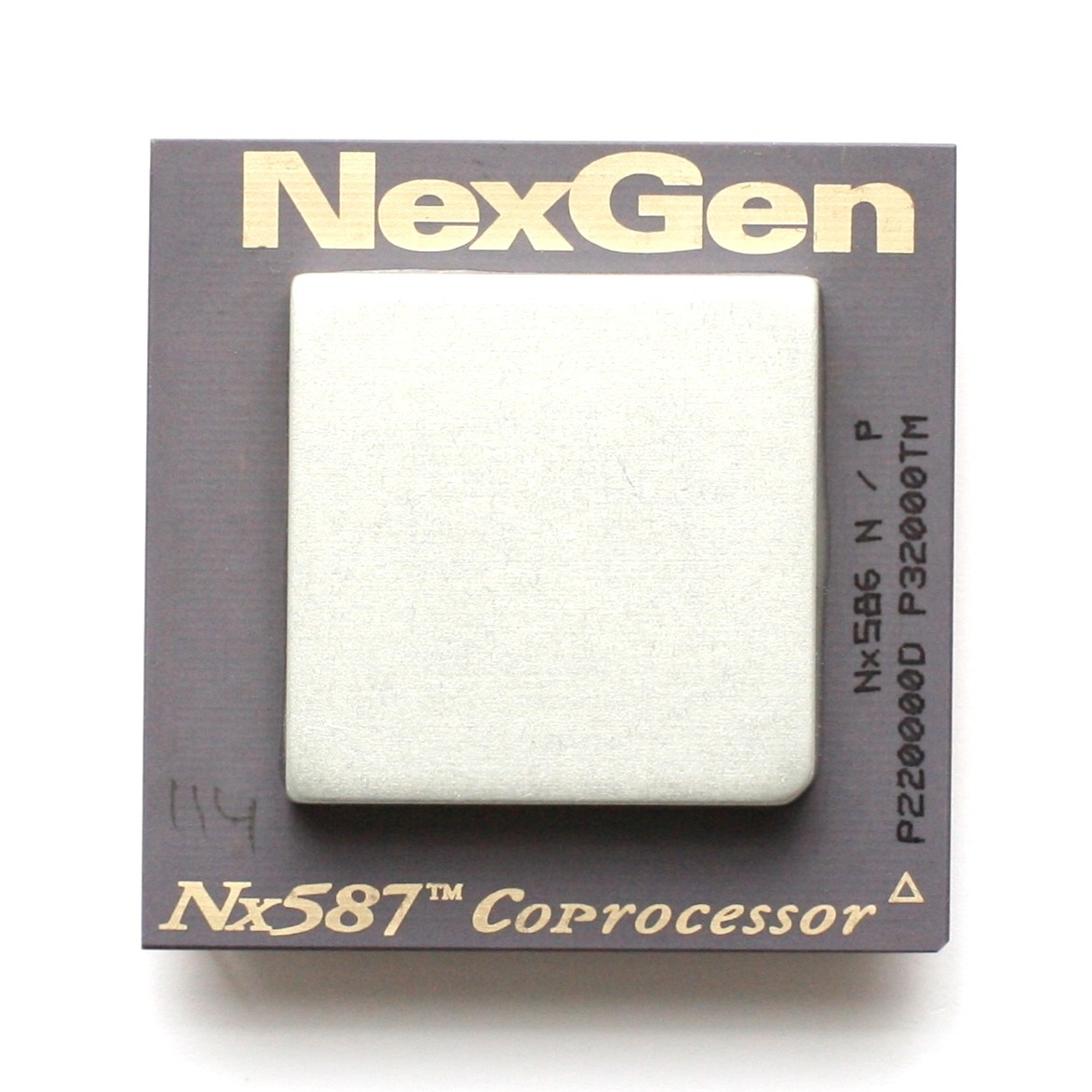
넥스젠 Nx587 FPU

넥스젠은 1986년 컴팩(Compaq), 아스키(ASCII), 클라이너 퍼킨스(Kleiner Perkins)의 투자로 설립되었다. 80386 프로세서를 목표로 첫 번째 설계에 들어갔지만 너무 크고 복잡한 설계로 8개의 칩으로 구현할 수밖에 없었다. 더군다나 설계를 하는 동안 시장은 80486 프로세서로 이동되어 있었다.
두 번째 설계로 1994년 Nx586-P80과 Nx586-P90 CPU를 발표하였으며 인텔의 펜티엄에 맞서 경쟁하고자 하였다. 펜티엄과 경쟁하던 AMD나 사이릭스의 칩과는 달리 Nx586은 펜티엄이나 다른 인텔 칩과의 핀 호환성이 없었기 때문에 전용 NxVL 기반의 마더 보드와 칩셋이 필요했다. 넥스젠은 Nx586 전용의 VLB와 PCI 마더 보드를 제공하였다.
AMD와 사이릭스의 펜티엄 호환 CPU처럼 Nx586도 같은 클럭의 펜티엄에 비해 성능이 더 좋았는데 P80은 75MHz로, P90은 84MHz로 작동하였다. 넥스젠은 초기의 칩셋을 사용한 펜티엄과 성능을 비교하였는데 인텔이 개선된 트라이톤(Triton) 칩셋을 내놓자 Nx586과 펜티엄의 성능 차이는 펜티엄 쪽으로 역전되었다. 펜티엄과 달리 Nx586은 FPU를 내장하지 않았으며 별도의 Nx587 코프로세서를 사용해 부동소수점 연산을 지원했다.
나중에 Nx586은 FPU를 칩 속에 내장하게 되는데 넥스젠은 IBM의 멀티칩 모듈(MCM) 기술을 사용해 586과 587 다이를 하나의 패키지로 합쳤다. 이 새 CPU는 이전 제품과 핀아웃이 동일했으며 FPU가 없는 Nx586-P100과 구별하기 위해 Nx586-PF100으로 이름 붙였다.
컴팩은 Nx586을 사용하겠다는 발표와 동시에 제품의 안내문과 데모, 박스등에 586이라는 별칭을 표기함으로써 회사의 재정을 뒷받침해 주었지만 넥스젠의 칩은 널리 사용되지는 않았다.
한편 AMD는 K5 칩의 성능과 판매가 예상외로 저조하자 넥스젠을 매수하였다. 넥스젠 설계팀의 대부분을 얻게 된 AMD는 Nx586의 설계를 계속 이어갔으며 그 결과 유명한 AMD K6의 기초를 닦게 되었다.

## 참조
1. ↑  cpu-collection.de : The NexGen Nx586 Processor
2. ↑  CPU-INFO.COM : NexGen Nx586 - The Nx587 보관됨 2011-06-14 - 웨이백 머신